# Баптистанско тити
Баптистанското тити (Callicebus baptista) е вид бозайник от семейство Сакови (Pitheciidae).

## Разпространение
Видът е разпространен в Бразилия.